# Medyň
Medyň (rusky Медынь) je město v Kalužské oblasti v Ruské federaci. Při sčítání lidu v roce 2010 měla přes osm tisíc obyvatel.

## Poloha a doprava
Medyň leží na říčce Medynce, pravém přítoku Suchodrevu v povodí Volhy. Od Kalugy, správního střediska oblasti, je vzdálena přibližně šedesát kilometrů severozápadně.
Nejbližší železniční stanice je Mjatlevskaja na trati Vjazma–Kaluga–Uzlovaja–Rjažsk, která se nachází přibližně patnáct kilometrů jihozápadně.
Přes obec prochází dálnice A130 vedoucí z Moskvy přes Troick, Malojaroslavec a Roslavl k bělorusko-ruské státní hranici.

## Dějiny
První zmínka o obci je z roku 1386, kdy přešla z držení Smolenského knížectví do držení Moskevského velkoknížectví. Název města je předpokládán baltského původu a odvozený od hojnosti lesů v okolí (srovnejte litevsky medis – strom), ale může souviset i s medem (rusky мёд – mjod, také vizte včely v městském znaku).
V roce 1776 získala obec status města pod názvem Medynsk.
Během Napoleonova ruského tažení zde 25. října 1812, den po bitvě u Malojaroslavce, kozácké oddíly Grigorije Dmitrijeviče Ilovajského a Vasilije Andrejeviče Bychalova v bitvě u Medyně porazily předvoj Velké armády vedený Charlesem Lefebvrem. To v důsledku vedlo k Napoleonovu rozhodnutí ustupovat zpět z Ruska ve vlastních stopách, nikoliv novými oblastmi.
Za druhé světové války byla Medyň obsazena německou armádou 11. října 1941 a dobyta zpět 14. ledna 1942 jednotkami Západního frontu Rudé armády v rámci Rževsko-vjazemské operace.